# Budrovci Draganićki
Budrovci Draganićki falu Horvátországban, Károlyváros megyében. Draganić község része.

## Fekvése
Károlyvárostól 11 km-re északra, Draganić község központjától 2 km-re délre, a Zágrábot és Károlyvárost összekötő régi főút mellett fekszik. Északról Jazvaci és Vrbanci, délről Darići és Mrzljaki Draganićki határolja.

## Története
A település, mely nevét egykori birtokosáról, a Budrovac családról kapta, ahhoz a draganići nemesi községhez tartozott, melynek jobbágyai 1249-ben  IV. Béla királytól szolgálataikért nemesi rangot kaptak. A draganići nemesi közösséget a Gutkeled nembeli István (egész Szlavónia bánja) a podgorjei nemesi birtokok felől rendelkező oklevelében említik először. A közösség Šipak-hegyen álló Szent György-temploma és plébániája 1334-ben már megvolt. A község lakóinak ez a helyi közössége a túrmezei nemesi kerülethez hasonlóan mintegy önkormányzatként államilag is elismerten fennmaradt egészen a 20. századig. A közösség vezető testületét minden évben Szent Fülöp és Szent György napja között választották újjá. Minden általuk kiadott okmányt a közösség nagypecsétjével hitelesítettek. A község lakói mezőgazdaságból és a kiterjedt, a közösség elöljárósága által igazgatott erdőkből éltek. A török elleni háborúk idején a király hívására draganići közösség 200 kopjást tartozott adni a túrmezei nemesi bandériumba. A településnek 1857-ben 290, 1910-ben 470 lakosa volt. A trianoni békeszerződésig Zágráb vármegye Károlyvárosi járásához tartozott. Lakosságát 2001 óta nem számlálják önállóan. Legutolsó számlálásakor 1991-ben 483-an lakták.

## Lakosság
| Lakosság változása | Lakosság változása | Lakosság változása | Lakosság változása | Lakosság változása | Lakosság változása | Lakosság változása | Lakosság változása | Lakosság változása | Lakosság változása | Lakosság változása | Lakosság változása | Lakosság változása | Lakosság változása | Lakosság változása | Lakosság változása |
| ------------------ | ------------------ | ------------------ | ------------------ | ------------------ | ------------------ | ------------------ | ------------------ | ------------------ | ------------------ | ------------------ | ------------------ | ------------------ | ------------------ | ------------------ | ------------------ |
| 1857               | 1869               | 1880               | 1890               | 1900               | 1910               | 1921               | 1931               | 1948               | 1953               | 1961               | 1971               | 1981               | 1991               | 2001               | 2011               |
| 290                | 379                | 329                | 402                | 446                | 470                | 501                | 638                | 611                | 654                | 651                | 597                | 550                | 483                | 0                  | 0                  |

## Nevezetességei
Remete Szent Antal tiszteletére szentelt fakápolnája 1671-ben épült, 1702-ben átépítették.